# جانيس شابمان
جانيس شابمان (بالإنجليزية: Janice Chapman)‏ هي معلمة موسيقى ومغنية أوبرا ومغنية أسترالية، ولدت في 1938.